# Santa Rita do Tocantins
Santa Rita do Tocantins is een gemeente in de Braziliaanse deelstaat Tocantins. De gemeente telt 2.377 inwoners (schatting 2009).